# Wohnhaus Alt Westerhüsen 6

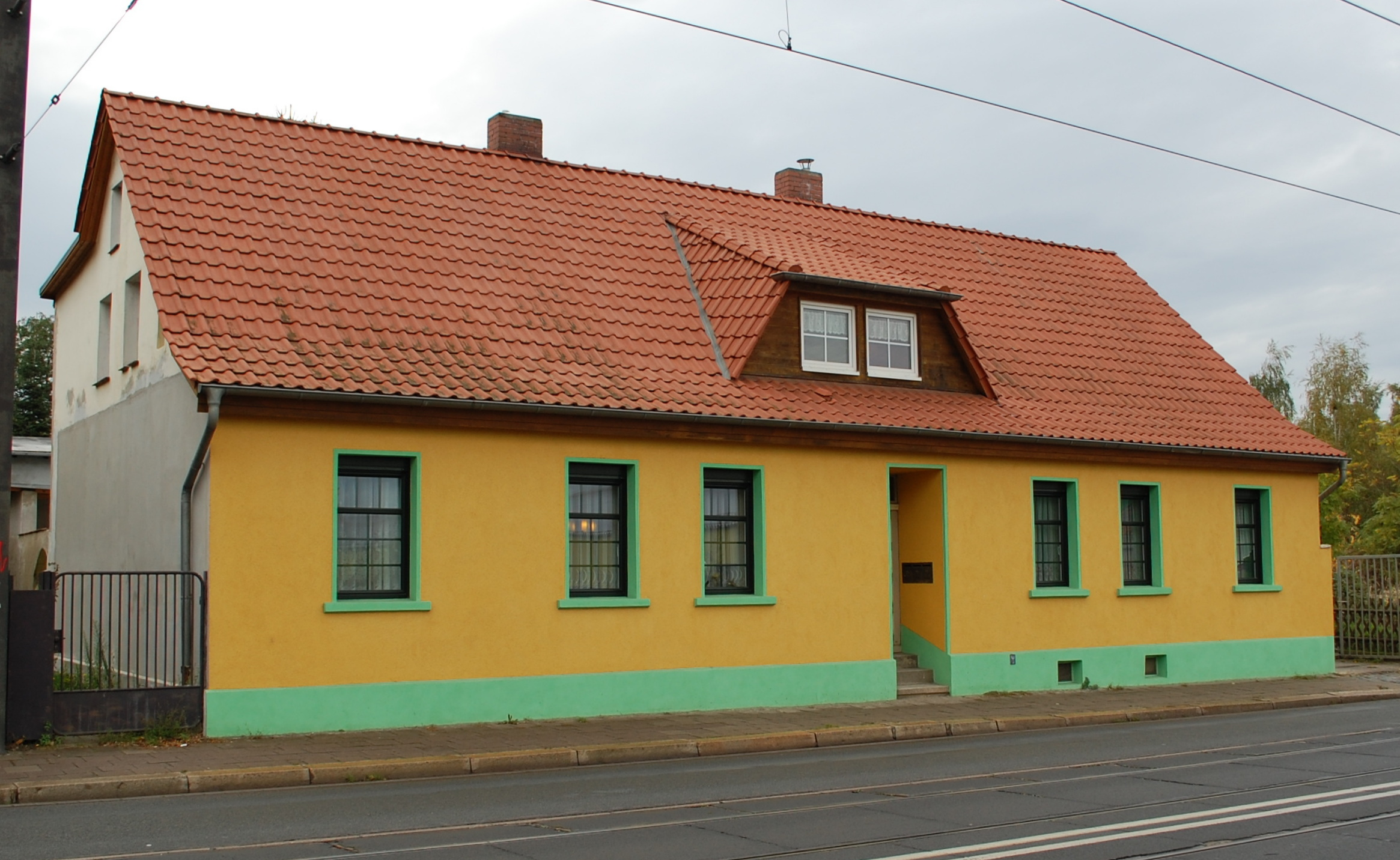
Alt Westerhüsen 6, Aufnahme 2012

Das Wohnhaus Alt Westerhüsen 6 ist ein ehemals denkmalgeschütztes Wohnhaus im Magdeburger Stadtteil Westerhüsen.

## Geschichte
Das Wohnhaus war 1840 durch den Schiffer Christoph Hinne erbaut worden. Vor der Einführung der straßenweisen Nummerierung trug das Anwesen die Hausnummer 114. 1874 übernahm der Maurer Wilhelm Eggeling mit seiner Ehefrau das Grundstück. 1924 gehörte es der Witwe Emma Wilborn, geborene Hosse, bevor es dann ab 1935 dem Maurer August Schmidt gehörte.
Im Jahr 1995 wurde ein Abbruchantrag genehmigt und die Unterschutzstellung aufgehoben. Das Gebäude blieb jedoch erhalten.